# ミハイロフスキー城

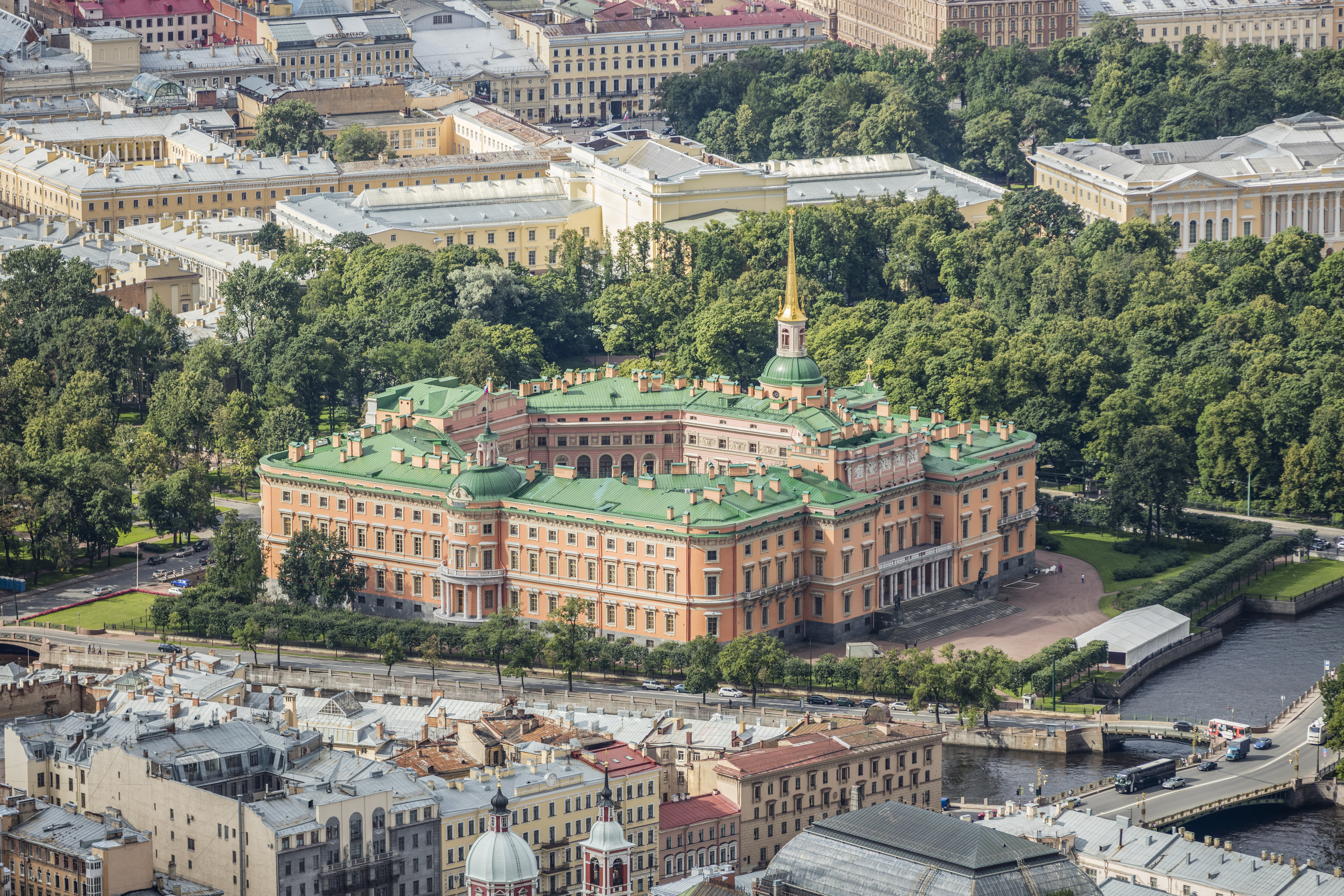
上空から撮影されたミハイロフスキー城

座標: 北緯59度56分25秒 東経30度20分16秒 / 北緯59.9404度 東経30.3377度
ミハイロフスキー城（露: Михайловский замок、Mikhailovskii zamok、Mikhailovsky Castle）は、ロシア、サンクトペテルブルクにある城塞。別名をインジェネールヌィ城（露: Инженерный замок、Inzhenerny zamok、「技師の城」の意）という。英語版では聖ミハイル城（St. Michael's Castle）の名称である。ミハイロフ城ともいう。

## 概要・歴史

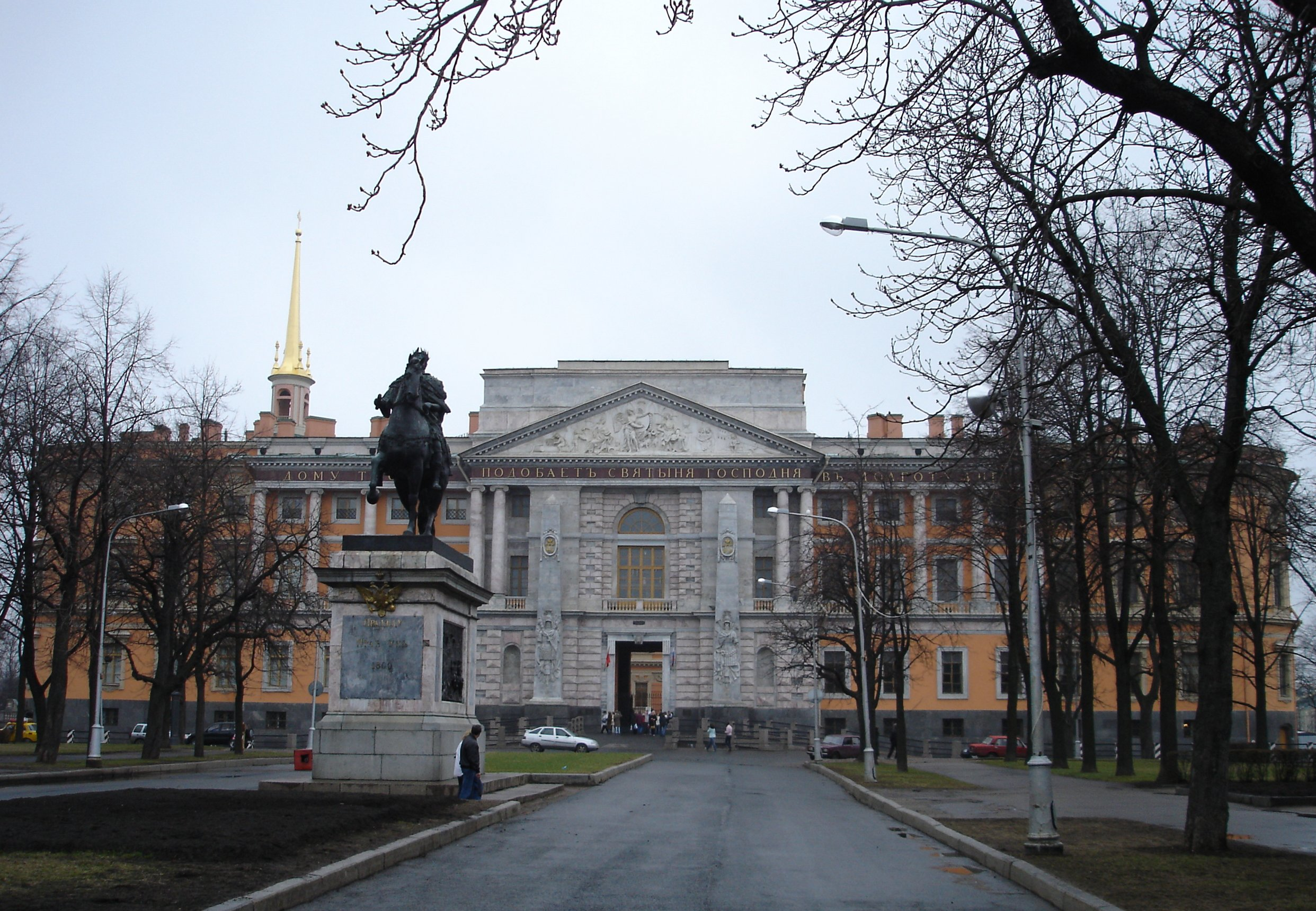
ミハイロフスキー城（南面）　正面には、パーヴェル1世が敬愛したピョートル大帝の騎馬像が置かれている

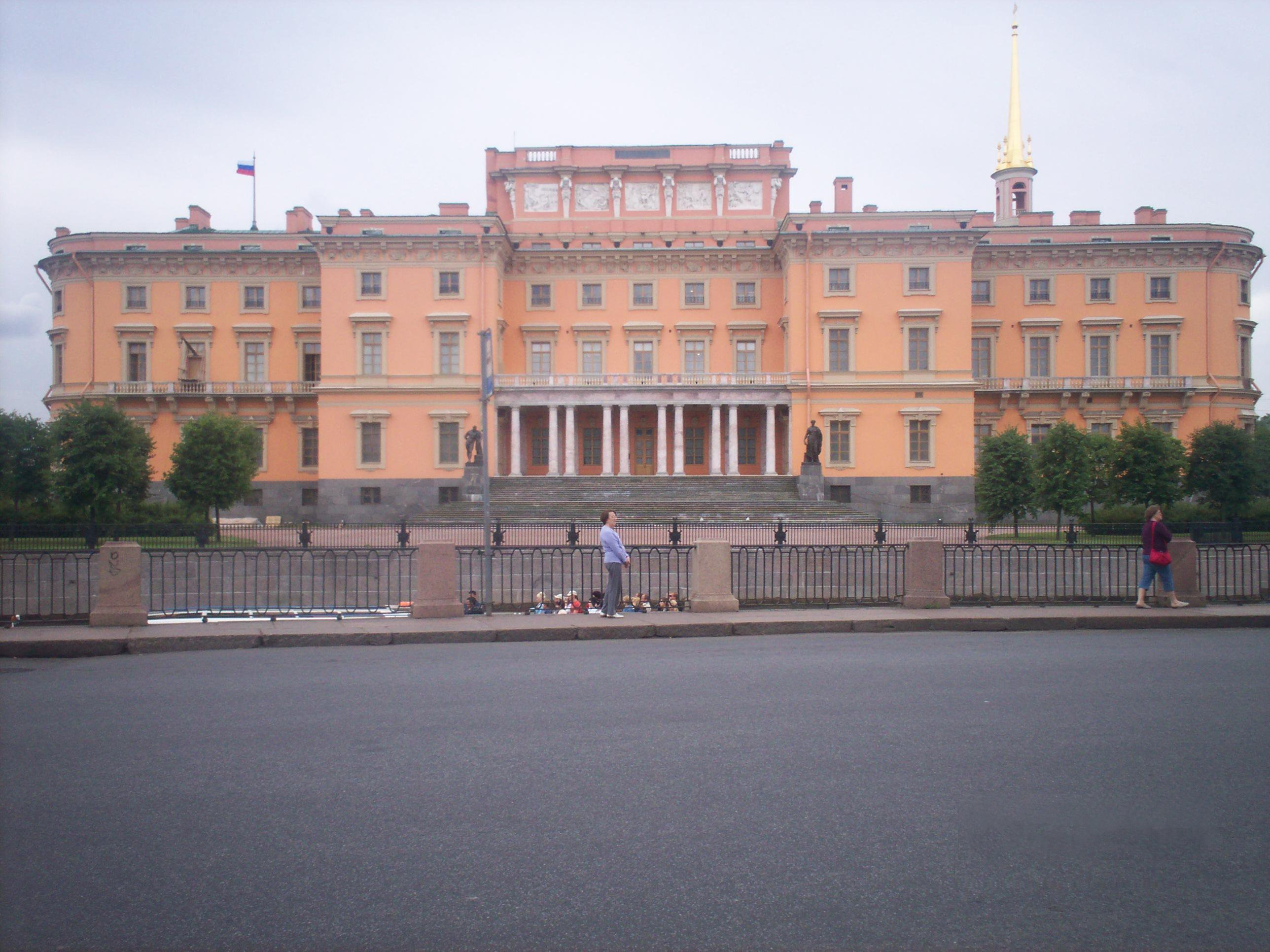
ミハイロフスキー城（北面）

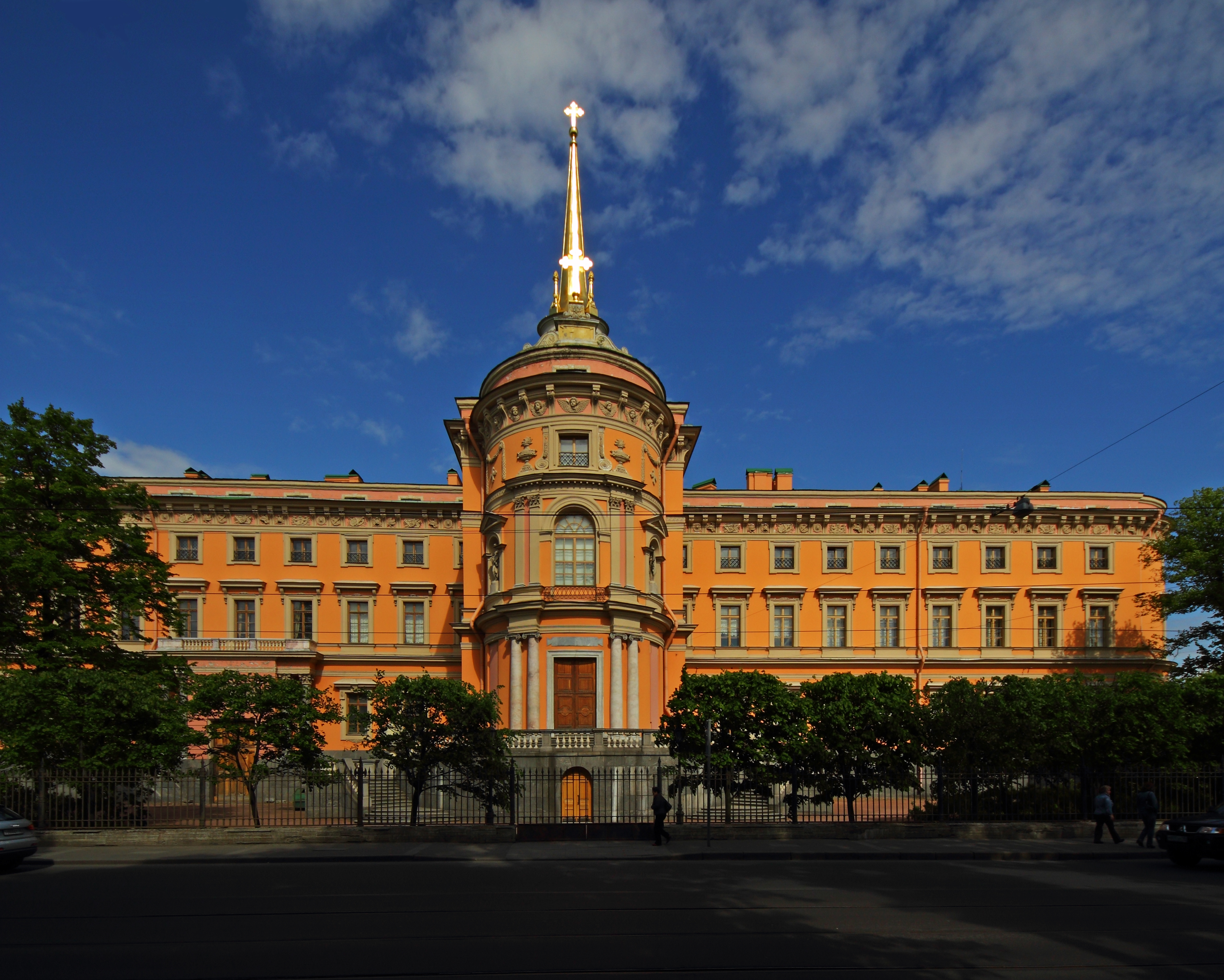
ミハイロフスキー城（西面）

ミハイロフスキー宮殿は、ロシア皇帝パーヴェル1世の宮殿として、1797年から1801年にかけて建設された。設計者は、ヴィンセンツォ・ブレンナとワシリー・バジェーノフである。ミハイロフスキー城は、正方形の対象な平面であるが、四方のファサードはフランス古典主義、イタリア・ルネサンス、ゴシック様式などそれぞれ異なる建築様式で表現されている。
ミハイロフスキー城は、夏の庭園 (Summer Garden) の南側にある。この地には元は、女帝エリザヴェータ・ペトロヴナの夏宮殿があった。エカテリーナ2世の跡を継いだパーヴェル1世は、母帝の事跡を忌み嫌った。皇太子時代、ガッチナやパヴロフスクに所領を持ち簡素な宮廷生活を営んでいたパーヴェルにとって母帝の影響の強い冬宮は暗殺と陰謀の巣窟でしかなかった。パーヴェルは身を守るために新たな宮城を建設することにした。宮殿はパーヴェル自身が描いたスケッチが元に設計され、丸みを帯びた角を持つ正方形建築で、中央部に八角形の中庭を持つユニークな城塞となった。この城はモイカ川、フォンタンカ川 、築城に当たり新たに堀として建設された教会運河の日曜運河の2本の運河によって囲まれた。さらに運河に跳ね橋を掛けたほか、秘密の通路や胸壁、窓や扉に鋼鉄製の格子を張り巡らすなど防備を充実させた。
1797年2月26日（グレゴリオ暦3月9日）に城塞の建築が開始され、1801年3月まで工事は行われた。これに先立つ1800年11月8日完工式が行われた。この日は正教会で、パーヴェルが自身の守護天使と見なしていた大天使ミカエルの記憶日に当たり、厳粛な奉献式が挙行された。ミハイロフスキー城の名称は、ここに由来する。また、同じ1800年にミハイロフスキー城正門前に、パーヴェルが敬愛していたピョートル大帝の青銅の騎馬像が置かれた。このロシアで最も古い騎馬像は、建築家のバルトロメオ・ラストレッリの手によるものである。この騎馬像はすでに1724年に鋳型が完成していたが、実際に銅が流し込まれたのは1746年ですでにラストレッリが死亡した後であった。さらに銅像設置は設置場所をめぐる予定変更によって二転三転し、1800年になってパーヴェルの勅令によってミハイロフスキー城の南側正面に設置された。銅像にはパーヴェルの注文で「曾孫から曾祖父へ」という文字が彫られた。台座には大北方戦争でスウェーデンに勝利した場面がレリーフになっている。
ミハイロフスキー城の建物は、シンメトリカルな全体に対して、大小様々な形の部屋を配し非対称的な構成となっている。東西南北のファサードから中庭への通路があり、ルスティカ仕上げの重厚な壁と二組の付注にペディメントがあしらわれている。入り口の両脇にはオベリスクが配置され力強さが強調されている。モイカ川に面する北側ファサードは大理石の列柱が低く抑えられ、オープンテラスが設けられている。北側入り口にはヘラクレス像とフローラ像が設置され調和が取れた空間を構成している。東西には尖塔が立ち、東側に礼拝堂、西側に楕円形ホールが造られた。一方で城塞としての備えも怠りなく、大砲20門を備え、四方に砲口を向けていた。
皮肉なことにパーヴェル1世は、ミハイロフスキー城を居城と定めて移転した40日後の1801年5月12日に暗殺された。パーヴェルが殺害されたのはミハイロフスキー城の寝室である。反パーヴェルの貴族、将校らによって絞殺され、遺骸は踏みつけにされた。パーヴェルの跡を継いだのは、パーヴェルの長男でエカテリーナ2世の寵愛を受けたアレクサンドル1世である。アレクサンドルは、ミハイロフスキー城を暗殺犯の一人ニコライ・ズーボフに下賜した。
パーヴェルの死後、帝室一家は冬宮に移り、ミハイロフスキー城は、20年以上の長きに渡り放置された。その後、1819年になってロシア軍主要工兵学校の校舎として払い下げがあり、1823年正式に学校となった。後にこの工兵学校はニコラエフスカヤ技術（インジェネールヌィ）アカデミーと改称する。これによりミハイロフスキー城は、インジェネールヌィ城と呼ばれるようになった。工兵アカデミーには、小説家のドストエフスキーが1838年から1843年まで士官候補生として在学している。
1990年代初頭からミハイロフスキー城は国立ロシア美術館の分館として使用されている。現在では、肖像画のギャラリーとして、ロシア皇帝、皇后の公式肖像画や17世紀後半から20世紀前半の彫像に関する常設展示会が行われている。